# Калиманци (община Виница)
Калиманци (макед. Калиманци) — село в Республике Македония, входит в общину Виница.
Село расположено южнее Калиманского озера, к востоку от административного центра общины — города Виница, высота над уровнем моря — 740 м.
Население села на 2002 год — 239 человек, все македонцы.

## История
В XIX веке Калиманци были заселены болгарами (македонцами), в 1900 году здесь проживало 600 болгар, из них 425 — мусульмане, 175 — христиане. В 1905 году 120 жителей села были прихожанами церкви Болгарской екзархии.
В 1913 году с 4 по 19 июля здесь произошла битва при Калимацах между болгарскими и сербскими войсками.